# Neukirchen (Niederbayern)

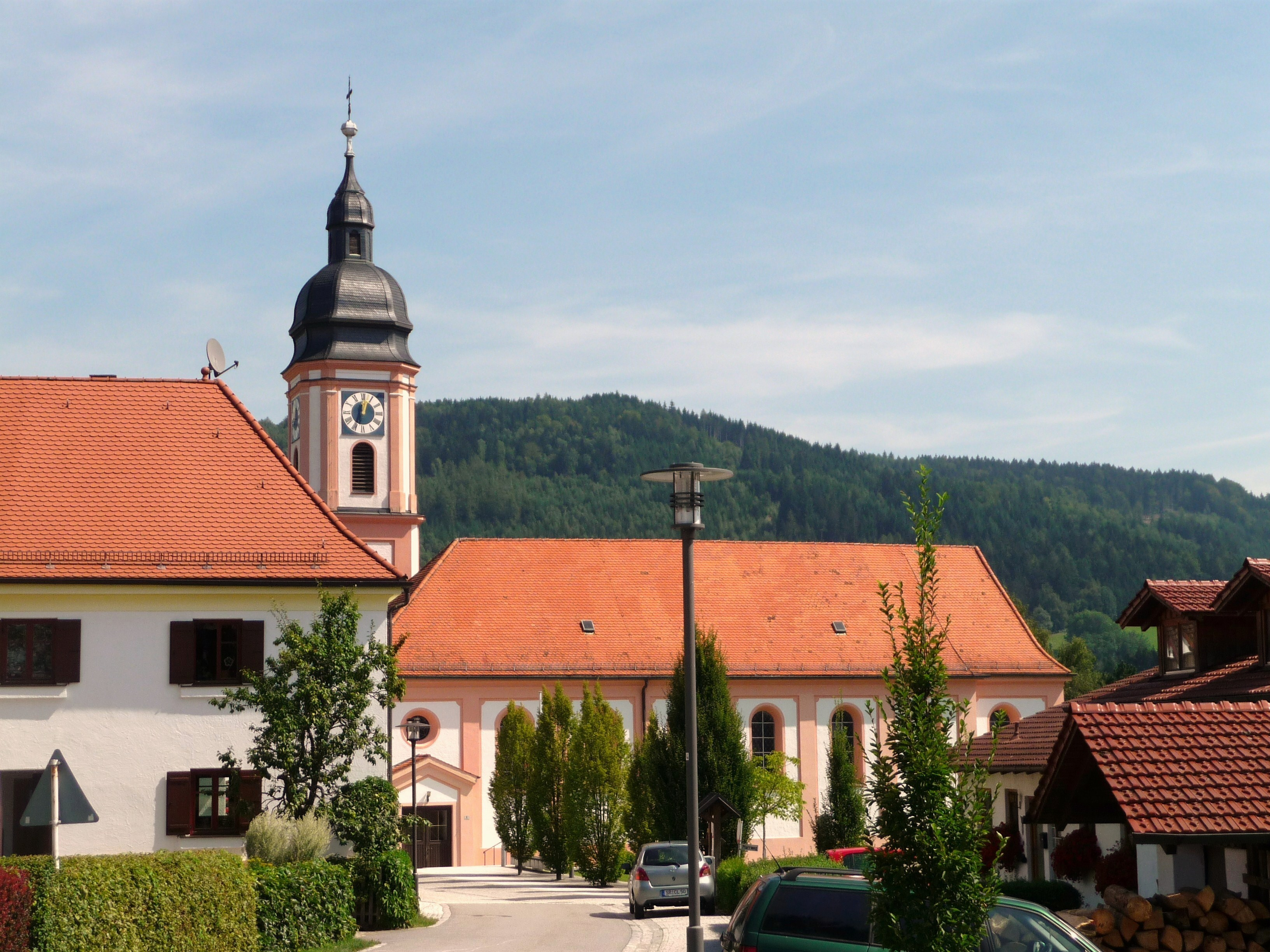
Die Pfarrkirche St. Martin

Neukirchen ist eine Gemeinde im niederbayerischen Landkreis Straubing-Bogen und ein Mitglied der Verwaltungsgemeinschaft Hunderdorf. Das gleichnamige Pfarrdorf ist Sitz der Gemeindeverwaltung.

## Geografie
Neukirchen liegt in der Region Donau-Wald im Vorderen Bayerischen Wald.

### Gemeindegliederung
Es gibt 65 Gemeindeteile:
- Angermühl
- Au
- Autsdorf
- Bachersgrub
- Birkhof
- Brandlehen
- Buchaberg
- Buchamühl
- Bühel
- Bühelberg
- Burkasberg
- Dießenbach
- Dießenberg
- Dörnau
- Edersberg
- Feldhof
- Fremdstuhl
- Graben
- Grad
- Hacka
- Haggn
- Haggnberg
- Hochstraß
- Höfling
- Hungerszell
- Inderbogen
- Irlach
- Irlmühle
- Kager
- Kreuzhaus
- Langholz
- Lehenfeld
- Lohhof
- Lohmühl
- Maulhof
- Mitterberg
- Mitterkogl
- Mitterwachsenberg
- Neukirchen
- Niederhofen
- Notzling
- Oberkogl
- Obermühlbach
- Oberwachsenberg
- Öd bei Buchamühl
- Oed bei Reisach
- Plenthof
- Prünst
- Pürgl
- Radmoos
- Reisach
- Rimbach I
- Rimbach II
- Schelnbach
- Schickersgrub
- Seethal
- Sparr
- Steg
- Stippich
- Taußersdorf
- Thannerhof
- Unterkogl
- Untermühlbach
- Unterwachsenberg
- Unterwolfessen

Es gibt die Gemarkungen Neukirchen und Obermühlbach.

## Geschichte

### Frühe Geschichte
Urkundlich erwähnt wurde 1126 Neukirchen erstmals in einer Klosterschenkungsurkunde des Klosters Oberalteich unter dem Namen ‚Niuenchirichen‘. Neukirchen gehörte zum Rentamt Straubing und zum Landgericht Mitterfels des Kurfürstentums Bayern.

### Eingemeindungen
Im Zuge der Gebietsreform in Bayern wurde am 1. Januar 1976 die Gemeinde Obermühlbach, die mehr Einwohner als Neukirchen hatte, eingegliedert. Von Hunderdorf nach Neukirchen umgegliedert wurden Dörnau (1979), Birkhof und Rimbach (1980).

### Einwohnerentwicklung
Im Zeitraum 1988 bis 2018 wuchs die Gemeinde von 1553 auf 1730 um 177 Einwohner bzw. um 11,4 %.
- 1961: 1514 Einwohner
- 1970: 1477 Einwohner
- 1987: 1491 Einwohner
- 1991: 1613 Einwohner
- 1995: 1655 Einwohner
- 2000: 1763 Einwohner
- 2005: 1808 Einwohner
- 2010: 1845 Einwohner
- 2015: 1733 Einwohner
- 2024: 1839 Einwohner

## Politik

### Bürgermeister
Erster Bürgermeister seit 1. Mai 2020 ist Matthias Wallner (CSU/FW).

### Wappen
| Wappen von Neukirchen | Blasonierung: „Gespalten von Schwarz und Silber; vorne ein steigender, linksgewendeter silberner Windhund; hinten eine bewurzelte grüne Esche mit einer goldenen Krone um den Stamm.“ |
| Wappen von Neukirchen | Wappenführung seit 1968. |

## Kultur und Sehenswürdigkeiten

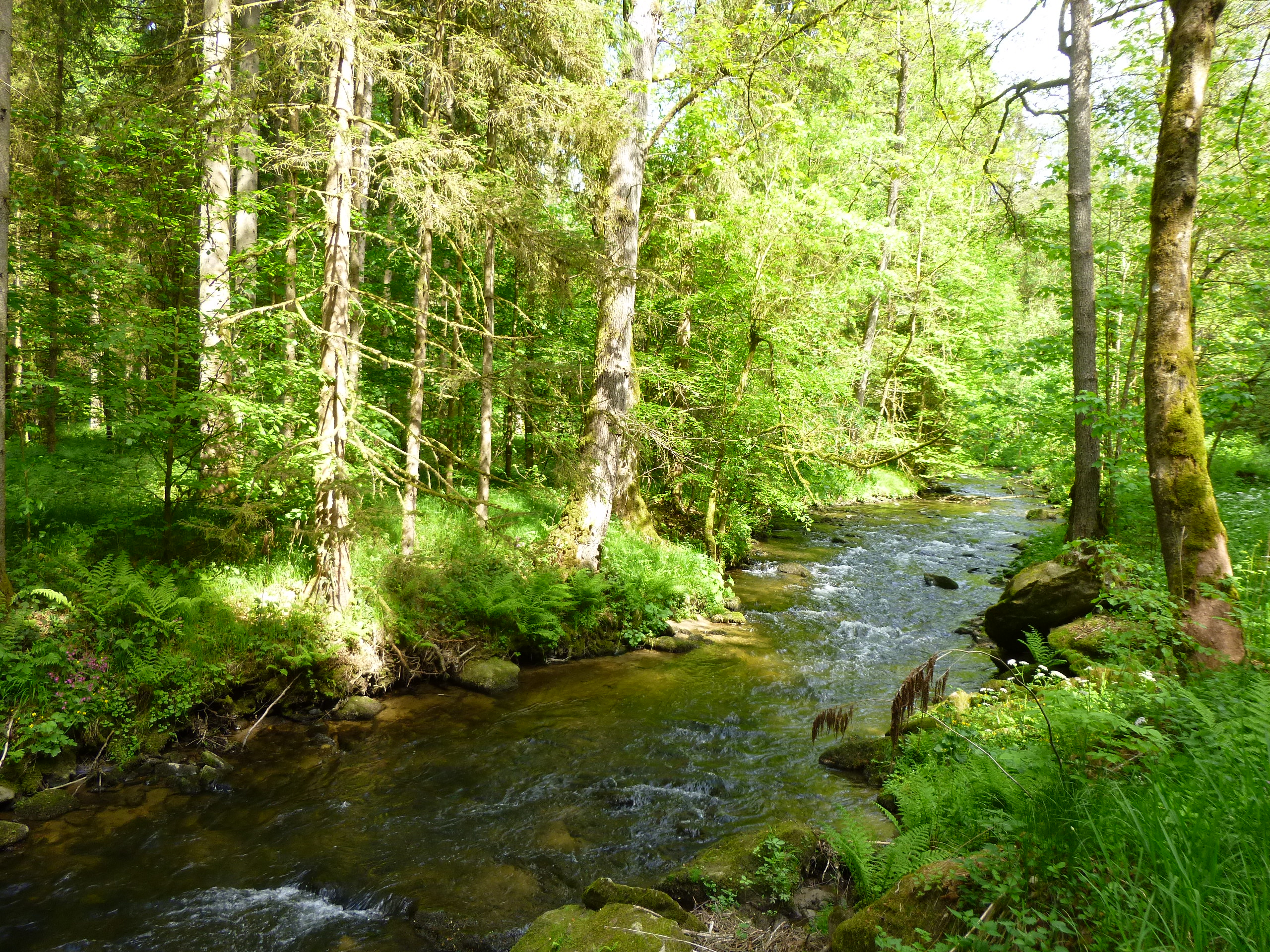
Perlbachtal

- Neukirchen ist ein staatlich anerkannter Erholungsort. Erwähnenswert neben dem ausgebauten Rad- und Wanderwegenetz sind der Kreisobstlehrgarten mit Obstlehrpfad und auch der Naturerlebnispfad Perlbachtal.
- Die Pfarrkirche St. Martin ist eine spätbarocke Anlage mit Ausstattung aus der Erbauungszeit Mitte des 18. Jahrhunderts.
- In Pürgl steht die Filialkirche St. Pauli Bekehrung, eine Dreikonchenanlage aus dem Jahr 1712.
- Schloss Haggn

## Wirtschaft und Infrastruktur

### Wirtschaft einschließlich Land- und Forstwirtschaft
2020 gab es 2020 244 sozialversicherungspflichtig Beschäftigte am Arbeitsort, 813 sozialversicherungspflichtig Beschäftigte am Wohnort und 34 Arbeitslose. Im verarbeitenden Gewerbe (sowie Bergbau und Gewinnung von Steinen und Erden) gab es einen Betrieb, im Bauhauptgewerbe zwei Betriebe. Zudem bestanden 44 landwirtschaftliche Betriebe mit einer landwirtschaftlich genutzten Fläche von 1182 ha.

#### Tourismus
- Das Gemeindegebiet ist als Erholungsort staatlich anerkannt.[10]

- Freizeitpark Edelwies

### Bildung
Es gibt folgende Einrichtungen:
- Eine Kindertageseinrichtung mit 74 genehmigten Plätzen und 88 betreuten Kindern (Stand: 2019)[11]
- Grundschule Neukirchen mit fünf hauptamtlichen Lehrkräften und 63 Schülern (Stand: 2020/2021)[12]

### Verkehr
Neukirchen liegt an der Staatsstraße 2139. Im Jahr 2017 wurde hier ein bayernweites Pilotprojekt zur Messung der Lautstärke von Motorrädern vom bayerischen Polizeiverwaltungsamt durchgeführt. Nach erfolgreicher Durchführung des Pilotprojekts beschloss das Bayerische Innenministerium mit Beginn des Jahres 2018, den Einsatz dieser Lärmdisplays landesweit zuzulassen. Neukirchen nimmt, in Zusammenarbeit mit der benachbarten Gemeinde St.Englmar und initiiert durch Ratsmitglied Matthias Wallner, eine bayernweite Vorreiterrolle im Kampf gegen Motorradlärm ein.

## Persönlichkeiten
- Julius Natterer (1938–2021), Bauingenieur und Universitätsprofessor